# Mongoloraphidia formosana
Mongoloraphidia formosana är en halssländeart som först beskrevs av Okamoto in Nagano 1917.  Mongoloraphidia formosana ingår i släktet Mongoloraphidia och familjen ormhalssländor. Inga underarter finns listade i Catalogue of Life.